# Министерство здравоохранения и социального развития Казахстана
Министерство здравоохранения и социального развития Республики Казахстан  (каз. Қазақстан Республикасы Денсаулық сақтау және әлеуметтік даму министрлігі) являлось центральным исполнительным органом Республики Казахстан, осуществляющим руководство в области здравоохранения и социально-трудовой сфере в период с 6 августа 2014 года по 25 января 2017 года.

## История
Министерство образовано согласно указу Президента РК от 06.08.2014 года №875 с передачей ему функций и полномочий:
- Министерства здравоохранения Республики Казахстан;
- Министерства труда и социальной защиты населения Республики Казахстан.

Приказом Президента от 6 августа 2014 года №878 на должность Министра здравоохранения и социального развития РК была назначена Тамара Дуйсенова бывшая на тот момент Министром труда и социальной защиты населения. На пост Первого вице-министра здравоохранения и социального развития Республики Казахстан назначена Салидат Каирбекова, освободившаяся с должности Министра здравоохранения.
Указом президента РК от 25 января 2017 года разделено на Министерство труда и социальной защиты населения Казахстана и Министерство здравоохранения Республики Казахстан.

## Структура
Министерство имеет следующие ведомства:
1. Комитет оплаты медицинских услуг
2. Комитет контроля медицинской и фармацевтической деятельности
3. Комитет труда, социальной защиты и миграции

## Задачи Министерства
Основные задачи Министерства содействовать повышению уровня и качества жизни населения через обеспечение конституционных гарантий и прав граждан в области здравоохранения, труда, занятости, миграции и социального обеспечения.

Формирование и реализация государственной политики, осуществление межотраслевой координации и государственное управление в области:
1. охраны здоровья граждан, медицинской и фармацевтической науки, медицинского и фармацевтического образования, обращения лекарственных средств, изделий медицинского назначения и медицинской техники, контроля за качеством медицинских услуг;
2. обеспечения в соответствии с законодательством Республики Казахстан получения гражданами бесплатной медицинской помощи в пределах гарантированного государством объема;
3. обеспечения населения и организаций здравоохранения безопасными, эффективными и качественными лекарственными средствами;
4. труда, в том числе безопасности и охраны труда;
5. занятости;
6. социального обеспечения, в том числе пенсионного обеспечения и обязательного социального страхования;
7. социальной защиты инвалидов;
8. социальной поддержки семей с детьми;
9. социальной помощи отдельным категориям граждан;
10. предоставления специальных социальных услуг;
11. миграции населения в пределах своей компетенции;

и иные задачи, возложенные на Министерство законодательством Республики Казахстан.

## Руководство

### Министр здравоохранения и социального развития
Цой Алексей Владимирович

### Вице-министры здравоохранения и социального развития
- Жакупова, Светлана Кабыкеновна
- Нурымбетов, Биржан Бидайбекулы
- Биртанов Елжан Амантаевич

### Ответственный секретарь Министерства здравоохранения и социального развития РК
- Курмангалиева, Аида Даденовна

## Подведомственные организации

### Образовательные учреждения
1. Западно-Казахстанский государственный медицинский университет имени Марата Оспанова (ЗКГМУ им. М. Оспанова)
2. Медицинский университет Астана (МУА)
3. Казахский национальный медицинский университет имени С. Д. Асфендиярова (КазНМУ)
4. Карагандинский государственный медицинский университет (КГМУ)
5. Государственный медицинский университет города Семей (СГМУ)
6. Южно-Казахстанская государственная фармацевтическая академия (бывшая ЮКГМА)